# 레블 (영화)
레블(Baaghi, REBEL)은 인도에서 제작된 사비어 칸 감독의 2016년 액션, 멜로/로맨스 영화이다. 쉬라다 카푸르 등이 주연으로 출연하였다.

## 출연

### 주연
- 쉬라다 카푸르
- 타이거 쉬로프

### 조연
- 팔라스 아로라
- 서닐 글로버
- 스리니바사 라오 코타
- 산제이 미쉬라
- 론 스무렌버그